# Philibertia marsupiflora
Philibertia marsupiflora là một loài thực vật có hoa trong họ La bố ma. Loài này được (Decne.) Schltr. miêu tả khoa học đầu tiên năm 1914.